# 宇佐美温泉
宇佐美温泉（うさみおんせん）は、静岡県伊東市（旧国伊豆国）にある温泉。

## 泉質
- 硫酸塩泉
- 塩化物泉

## 温泉地
宇佐美定満などを代表とする宇佐美氏発祥の地。山と相模灘に囲まれた土地に、13軒のホテル・民宿が点在する。

## アクセス
- 鉄道：JR東日本伊東線宇佐美駅下車